# Se mi rilasso... collasso
Se mi rilasso... collasso è il secondo live-album del gruppo fiorentino Bandabardò.

## Tracce
1. Manifesto – 4:16
2. 20 bottiglie di vino – 3:34
3. Cuore a metà – 3:57
4. Vento in faccia – 3:59
5. Ewa – 3:31
6. L'estate paziente – 3:57
7. Pedro – 3:58
8. Disegnata – 5:26
9. Il muro del canto – 5:26
10. Lo sciopero del sole – 3:51
11. Ubriaco canta amore – 3:59
12. Mojito F.C. – 4:12
13. Povera Consuelo – 5:43
14. Succederà – 4:35
15. Beppeanna – 7:27
16. W Fernandez (+ ghost track Una giornata uggiosa, cover di Lucio Battisti) – 3:10

## Formazione

### Gruppo
- Erriquez - voce, chitarra acustica
- Finaz - chitarra solista, cori
- Orla - chitarra, tastiere, cori
- Don Bachi - Basso, contrabbasso
- Nuto - Batteria
- Paolino - percussioni, tastiere, cori

### Produzione
- Cantax - fonico
- Giovanni Gasparini - mix, master, edit
- Riccardo Sinigaglia - produttore (traccia 1)
- Gianluca Vaccaro - registrazione (traccia 1)
- Lorenzo Tommasini - registrazione